# Кірибаті на літніх Олімпійських іграх 2020
Кірибаті на літніх Олімпійських іграх 2020 представляли три спортсмени в трьох видах спорту.